# 青海湖 (祥云)
青海湖位于中国云南省祥云县沙龙镇境内，地处城川坝东南部，西北距县城祥城镇7公里。元代称“青海”，清代称“青龙湖”，因湖水清澈得名。湖面海拔1966米，面积4平方公里。1960年经人工整修为小型水库，库容700万立方米，可提灌四周田地7500亩。青海湖控制径流面积128平方公里，是城川坝的最低凹处，城川坝来水均汇入该湖，湖水经中河流入东南部的云南驿坝。20世纪60、70年代以来，由于无节制地围湖筑堤、开垦湖滩耕地，致使湖面积缩小到目前的1.73平方公里，库容340万立方米。2010年启动了青海湖水库扩建，扩建后，水面面积将扩大到4.03平方公里，总库容扩大到1873万立方米。

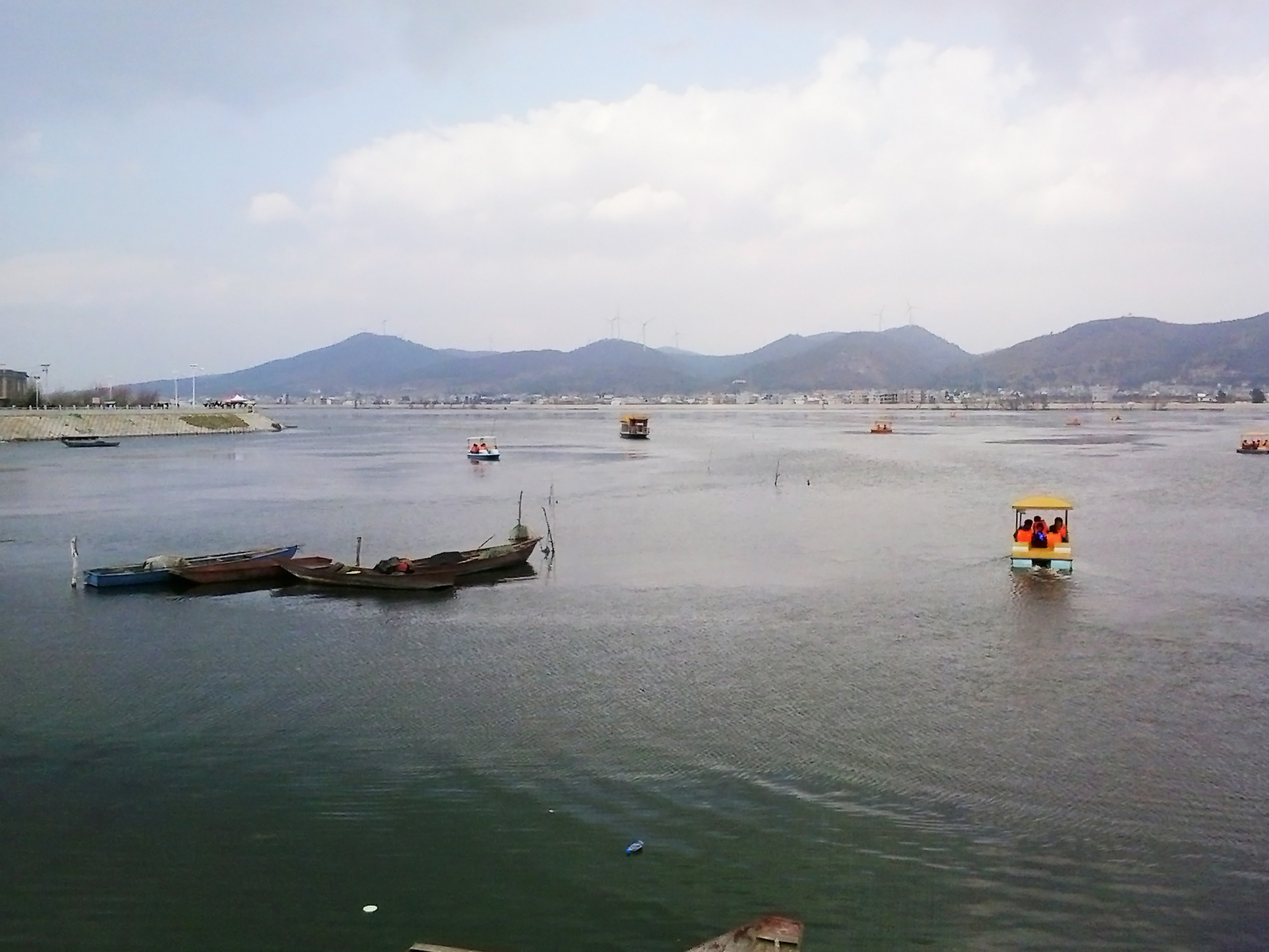
青海湖

青海湖风景秀丽，古时列为祥云八景之一，有“青海月痕”之美称。交通便利，320国道经过湖南岸。